# O kłamaniu
O kłamaniu (łac. De mendacio) – traktat Augustyna z Hippony napisany w 395, poświęcony analizie filozoficznej, etycznej i teologicznej kłamania. Dostępne jest polskie tłumaczenie dzieła: Augustyn z Hippony, O kłamstwie, przekład, wprowadzenie i komentarze ks. Łukasz Libowski, Wydawnictwo 'scriptum', Kraków 2022.

## Treść
Augustyn uznaje, że człowiekowi nie wolno nigdy kłamać, nawet w celu zapewnienia komuś zbawienia (rozdz. 8,11). Samo wypowiadanie rzeczy fałszywych nie jest jeszcze kłamstwem, inaczej żarty trzeba by uznać za kłamstwo (rozdz. 2,2).
Augustyn podaje w dziełku w rozdz. 14.25 oraz 21.42 następującą listę kłamstw - od najbardziej do najmniej grzesznych. Człowiek kłamie, gdy celowo mówi nieprawdę:
1. nauczając prawd wiary
2. wyrządzając krzywdę jednej osobie, nie pomagając poprzez to innej
3. wyrządzając krzywdę jednej osobie, pomagając poprzez to innej
4. wyłącznie dla przyjemności kłamania
5. wyłącznie dlatego, że pragnie sprawić przyjemność przyjaciołom
6. nie wyrządzając nikomu krzywdy, a ratując czyjąś własność
7. nie wyrządzając nikomu krzywdy, a ratując czyjeś życie
8. nie wyrządzając nikomu krzywdy, a ratując kogoś przed byciem zgwałconym

Augustyn napisał też dwadzieścia pięć lat później, w 420 r., dziełko poświęcone temu samemu zagadnieniu o tytule Przeciw kłamaniu (Contra mendacio).

## Wydania
- CSEL 41
- BA 2
- PL 40, 487-518.